# Brachyglottis
Brachyglottis là một chi thực vật có hoa trong họ Cúc (Asteraceae).

## Loài
Chi Brachyglottis gồm các loài: